# إيونيل بوديسان
إيونيل بوديسان (مواليد 24 أكتوبر 1954) هو ملاكم روماني، مثّل بلاده في الألعاب الأولمبية الصيفية 1980.

## روابط خارجية
إيونيل بوديسان على موقع اللجنة الأولمبية الدولية (الإنجليزية)
- إيونيل بوديسان على موقع أوليمبيديا (الإنجليزية)